# ليوناردو فيغيروا
ليوناردو فيغيروا (بالإسبانية: Leonardo Figueroa)‏ ولد في(17 مارس عام 1990 في تشيلي ) هو مدرب كرة قدم ولاعب كرة قدم تشيلي في مركز حراسة المرمى. لعب مع نادي أوهيجينس.

## وصلات خارجية
- ليوناردو فيغيروا على موقع قاعدة بيانات كرة القدم.إي يو (الإنجليزية)
- ليوناردو فيغيروا على موقع Soccerway.com (الإنجليزية)